# Фадеев, Сергей Михайлович
Серге́й Миха́йлович Фаде́ев (8 апреля 1919, Ставрополь Самарской губернии — 10 октября 1952, Куйбышев) — артиллерист, Герой Советского Союза.

## Биография
Родился в семье крестьянина. Русский. Окончил 5 классов. Жил и работал в селе Актаныш Актанышского района Татарской АССР.
В Красной Армии с 1939 года. На фронте в Великую Отечественную войну с 1943 года.
Наводчик орудия 729-го отдельного истребительно-противотанкового дивизиона (16-й танковый корпус, 2-я танковая армия, Центральный фронт), красноармеец.
Отличился в боях у села Ольховатка (Поныровский район Курской области).
6 июля 1943 при отражении танковой атаки противника с расчётом орудия подбил и поджёг несколько танков. Был ранен, но не покинул поля боя. Всего за несколько дней им было уничтожено 11 вражеских машин, из них 5 тяжёлых.
В 1944 демобилизован по инвалидности.
Жил и работал в городе Куйбышев.

## Награды
- Герой Советского Союза (8 сентября 1943);
- орден Ленина (8 сентября 1943).

## Память
- Имя Фадеева — на мемориальной доске на одной из площадей Самары,
- В Тольятти именем Фадеева названа одна из улиц города.